# Estevão Vasques de Antas
Estevão Vasques de Antas,O Lidador (1198-1243) foi um nobre do Reino de Portugal. Estevão foi senhor do paço de Antas e padroeiro da abadia de Sampaio de Água Longa e da abadia de Romarigães. 
Em 1243, liderou "um grupo de fidalgos que causou graves prejuízos na comarca de Coura". Foi vencido pelas tropas enviadas pela rainha e, em 1247, foi assinado um acordo, pondo fim às brigas.